# 회피성 인격장애
회피성 인격장애(성격장애)(回避性 人格障碍, avoidant personality disorder, AvPD) 혹은 불안형 인격장애(성격장애)(anxious personality disorder)는 클러스터 C 성격장애(cluster C personality disorder) 중 하나이다. 사회적 불안과 사회적 억제, 친밀감에 대한 강렬한 욕구가 있음에도 보이는 친밀감에 대한 공포, 심각한 부적절감 및 열등감, 부적응적 대처로서 스스로 부과하는 사회적 고립 등 공포 자극 회피에 대한 과의존이 있다. 이들은 흔히 부정적 평가에 대한 과도한 민감도와 사회적 거절, 자신이 사회성이 없다거나 개인적으로 타인에게 어필하지 못하다는 믿음, 대인관계에 대한 욕구가 강함에도 보이는 대인관계 회피 패턴을 보인다. 대체로 남성과 여성에게서 동등하게 나타난다. 말하자면 친밀한 대인 관계를 원하면서도 상대에게 거부당하는 것이 두려워 사람들을 피하는 인격장애이다.
회피성 성격장애 환자들은 타인에게 조소당하거나 모욕당하거나 거절당하거나 남들이 싫어할 것에 대한 공포로 사회적 상호작용을 회피하기도 한다. 이들은 흔히 거절당하지 않을 것이라고 확신이 들지 않으면 타인과 얽히는 것을 회피한다. 또한 타인에게 거절당할 것이라는 실제 혹은 가상의 위험에 대한 공포로 인하여, 이들은 선제적으로 관계를 포기한다.
아동기 정서적 방임(특히 부모 중 어느 한쪽 혹은 부모 모두가 아동을 거절하는 것)과 또래 집단의 거절은 회피성 성격장애로 발전할 위험성이 증가하는 것과 관련 있다. 그러나 학대나 방임의 내력이 뚜렷하지 않아도 회피성 성격장애가 발생할 수 있다.

## 징후 및 증상
회피성 성향은 자신의 단점에 몰입하며 거절당하지 않을 것이라고 믿을 때만 타인과 관계를 형성한다. 이들은 스스로를 경멸하기도 하지만 일반적으로 자신이 속한 사회에서 긍정적으로 생각하는 자신의 특성(trait)을 알아보는 능력이 낮은 모습을 보이기도 한다. 상실과 사회적 거절이 너무 고통스러워 이들은 타인과의 연결을 시도하는 위험보다는 고독을 택할 것이다.
일부는 소속 욕구로 인하여 이상화되고 수용적이며 애정 넘치는 관계에 대하여 환상을 갖기도 한다. 이들은 종종 자신이 바라는 관계에 있어 자신이 그럴 자격이 없다고 느끼기도 하며, 그 관계를 시작하길 시도하는 것으로부터도 스스로를 부끄럽게 여긴다. 이들이 관계 형성을 그럭저럭 해내어도, 관계 실패의 공포로 인하여 선제적으로 스스로를 버리는 것도 흔하다.
이들은 스스로를 거북하고 불안하며 외롭고 타인들이 원하지 않으며 타인으로부터 고립되어 있다고 묘사한다. 이들은 타인과 정기적으로 상호작용할 필요가 없는 고독스러운 직업을 택하기도 한다. 또한 이들은 타인 앞에서 당혹스러워 질 수 있다는 공포로 인하여 공공장소에서의 활동을 피하기도 한다.
증상은 다음과 같다.
- 사회적 상황에서 보이는 극도의 수줍음 혹은 불안[3]
- 유기공포를 포함한 극도의 애착 관련 불안[10]
- 물질 사용 장애[11][12][13]

### 동반이환
회피성 인격장애는 특히 불안 장애 환자에게서 흔히 나타나지만, 진단 도구의 차이로 인하여 동반이환(comorbidity) 추정치는 굉장히 다양하다고 보고되어 있다. 연구는 광장공포증이 있는 공황 장애 환자의 약 10-50%가 회피성 성격장애를 가지고 있으며, 약 20–40%의 사람들은 사회불안장애를 가지고 있다고 제시한다. 이에 더불어, 회피성 성격장애는 사회불안장애나 범불안장애 중 하나를 가진 사람보다 둘 다 가진 사람들에게서 더 흔하게 나타난다.
일부 연구는 범불안장애 환자에게서 최대 45%, 강박장애 환자에게서 최대 56%의 발병률을 보인다고 보고하였다. 외상후 스트레스 장애(PTSD) 역시 회피성 성격장애에 흔히 동반한다.
회피성 성향 환자는 자기혐오 성향을 보이며, 일부는 자해를 보이기도 한다. 물질 사용 장애 역시 회피성 성격장애 환자에게서 흔히 나타나며, 특히 알코올, 벤조디아제핀(benzodiazepine), 아편 관련 약물 사용을 보인다. 이는 환자의 예후에 유의미하게 영향을 줄 수 있다.
초기 이론가들은 경계선 성격장애와 회피성 성격장애의 특성을 혼합한 성격장애를 제시하여 "회피-경계선 혼합 성격(avoidant-borderline mixed personality)"(AvPD/BPD)이라고 하였다.

## 원인
회피성 성격장애의 원인은 명확히 정의되지 않지만, 사회적, 유전적, 심리적 요인의 조합에 영향을 받는 것으로 보인다. 장애는 유전되는 기질적(temperamental) 요소와도 관련 있을 수 있다.
특히, 아동기 및 청소년기 다양한 불안 장애는 새로운 상황에서 수줍어하고 두려워하며 철수하는 행동 억제(behavioral inhibition)를 특성으로 하는 기질과 연관 지어져 왔다. 이러한 유전적 요소는 회피성 성격장애에 대한 유전적 소인(genetic predisposition)을 낳는다.
아동기 정서적 방임과 또래 집단의 거절 모두 회피성 성격장애 위험의 증대와 관련 있다. 일부 연구자들은 아동기 불운한 경험과 고감각절차 민감도(high-sensory-processing sensitivity)의 조합이 회피성 성격장애 발달 위험을 높인다고 주장한다.

## 하위유형

### 밀론의 하위유형
심리학자 시어도어 밀론(Theodore Millon)은 환자 대부분이 혼재된 증상을 보이기에 이들어 성격장애는 하나 혹은 이차적 성격장애 유형과 함께 주요 성격 장애 유형의 혼합인 경향이 있다. 밀론은 회피성 성격장애의 네 가지 성인 하위유형을 제시하였다.
| 하위유형                               | 특징             | 성격 특질 |
| -------------------------------------- | ---------------- | --- |
| 공포 회피(Phobic avoidant)             | 의존성 특징 포함 | 회피적이고 명백한 촉진 요소로 대체되는 전반적 걱정, 불쾌하고 특정한 공포스러운 대상이나 환경으로 상징되는 거리낌과 동요               |
| 갈등 회피(Conflicted avoidant)         | 부정성 특징 포함 | 내적 부조화와 불화, 의존에 대한 공포, 불안정, 자아 내에서의 불화, 주저, 혼란, 괴로움, 격노, 적개심, 미해결된 불안                     |
| 고감각 회피(Hypersensitive avoidant)   | 편집성 특징 포함 | 강렬하게 두려워하고 의심함, 교대로 공황에 빠지고 두려워하며 날카로워지고 겁을 먹다가 이후에 민감해지고 긴장하고 초조해하고 화를 잘 냄 |
| 자기방임 회피(Self-deserting avoidant) | 우울성 특징 포함 | 자의식을 차단하거나 분쇄함, 고통스런 이미지와 기억을 버림, 사회로부터 용인될 수 없는 생각과 충동을 버림, 자살 가능성 있음             |

### 기타
1993년, 린 앨던(Lynn E. Alden)과 마사 캐프레올(Martha J. Capreol)은 회피성 성격장애의 두 하위유형을 제시하였다.
| 하위유형                        | 특성                                                                                   |
| ------------------------------- | -------------------------------------------------------------------------------------- |
| 냉정 회피(Cold-avoidant)        | 긍정적 정서를 경험하고 타인에게 표현하지 못함                                          |
| 착취 회피(Exploitable-avoidant) | 타인에게 분노를 표현하지 못하거나 타인의 강압에 저항하지 못함, 타인의 학대 위험이 있음 |

## 진단

### ICD
세계보건기구(WHO)의 ICD-10 목록에는 '불안(회피)성 성격장애(anxious (avoidant) personality disorder)'라는 이름으로 회피성 성격장애가 등재되어 있다.
불안(회피)성 성격장애는 다음 항목 중 최소 4가지가 나타나는 것을 특징으로 한다.
- 지속적이고 우세한 긴장과 불안 느낌
- 자신이 사회적으로 서투르다거나 인간적으로 어필되지 않다거나 타인에 비해 열등하다는 믿음
- 사회적 상황에서 비판받거나 거절당할 것이라는 생각에 대한 과도한 몰입
- 남들이 자신을 좋아하는 것이 확실하지 않으면 사람들과 어울리는 것을 꺼려함
- 신체적 안전을 확보할 필요로 인한 라이프스타일에 대한 제한
- 비난, 불인, 거절에 대한 공포로 유의미한 대인 접촉이 개입되는 사회 활동이나 직업 활동의 회피

관련 특징은 거절과 비난에 대한 과민성이 포함되어 있다.
모든 성격장애 진단 역시 일반적인 성격장애 진단 기준을 만족시킨다는 것은 ICD-10의 필요조건이다.
세계보건기구의 ICD-11은 ICD-10의 성격장애 범주 분류를 , 통합 '성격장애(personality disorder)'를 포함하며, 심각도(severeity)라는 명시자(specifier)가 있으며, '지배적 성격 특질 혹은 패턴(prominent personality traits or patterns)'과 더불어, 차원적 모델(dimensional model)로 대체하였다.
심각도는 특정 기능 영역의 장애가 나타나는 우세성 정도, 그리고 장애로 야기되는 고통과 상해의 수준에 기반하여 평가되는 반면, 특질과 패턴이라는 명시자는 동요가 나타나는 방식을 기록하는데 사용된다.
불안(회피)성 성격장애는 일관되게 '부정적 정서성(Negative Affectivity)'과 '사회적 분리(Detachment)'라는 ICD-11 특질 영역과 관련되는 것으로 밝혀졌으며, 이는 불안, 낮은 자존감, 사회적 철수를 반영한다. 이에 의하면, "부정적 정서성과 사회적 분리의 완벽한 회피성 성격장애 패턴은, 두려워하고 정서적으로 억제된 것으로서의 회피성 성격장애 환자에 대한 설명과 전반적으로 일치된다(The complete Avoidant PD pattern of Negative Affectivity and Detachment is overall consistent with the description of Avoidant PD patients as being both fearful and emotionally inhibited)". 많은 연구 역시, 부정적 결과를 회피하기 위한 정서적 제한과 과도한 경계와 같은 특징들로 인하여 나타나는 '강박(Anankastia)'과의 연관성을 밝히고 있다.

### DSM
미국정신의학협회(American Psychiatric Association)가 출간하는 정신질환 진단 및 통계 편람(Diagnostic and Statistical Manual of Mental Disorders, DSM) 역시 회피성 성격장애 진단이 있다(301.82). 그것은 사람을 둘러싼 억제의 광범위한 패턴, 부적절감, 부정적 평가에 대한 과도한 민감성을 특성으로 한다. 증상은 초기 아동기에 시작하고 여러 상황에서 발생한다.
다음 7개 특징 증상 중 4개가 나타나야 한다.
- 비난, 불인, 거절에 대한 공포로 인하여 유의미한 대인 접촉이 개입되는 직업 활동을 회피한다.
- 타인이 자신을 좋아한다는 것이 확실하지 않으면 사람들과 어울리는 것을 꺼려한다.
- 수치당하거나 놀림받을 것의 공포로 인하여 친밀한 관계에서 자제를 보인다.
- 사회적 상황에서 비난 받거나 거절당하는 것에 대한 우려에 사로잡혀 있다.
- 부적절감으로 인하여 새로운 대인관계 상황에 절제되어 있다.
- 자신을 사회적으로 서툴고, 인간으로서 호소력이 없으며, 타인보다 열등하다고 평가한다.
- 자신이 당혹스럽게 만드는 사람이라고 판명될 수도 있기 때문에 개인적인 위험을 감수하거너 새로운 활동에 참여하기를 유독 꺼려한다.

#### 대안 모델
DSM-5와 DSM-5-TR 섹션 III(Section III)에는 DSM-5 성격장애 대안 모델(Alternative DSM-5 Model for Personality Disorders, AMPD)이 있다. AMPD는 여섯 가지 특정 성격 장애를 정의하고 있는데, 그중 회피성 성격장애도 있다. 장애가 성격 기능(personality functioning)에 영향을 주는 방식의 특성은 다음과 같다.
- 기준A(criterion A) : 정체성, 자기지시(self-direction), 공감과 친밀감
- 기준B(criterion B) : 장애 관련 병리학적 성격 특질(personality trait)의 목록과 설명
- 명시자 관련 섹션[35]

AMPD에서 말하는 일반적인 회피성 성격장애 환자의 성격 문제는 낮은 자존감, 비난에 대한 높은 민감도, 거절에 대한 공포이다. 환자들의 특성은 사회적 상호작용에서 철수하고, 가까운 관계를 피하며, 부적절감으로 개인의 목표를 추구하는데 힘을 쏟는다. 타인의 관점에 대한 이들의 인식은 왜곡되어 있고, 회피 행동을 강화하며, 성장을 제한한다. AMPD는 이러한 점을 상기한 성격 기능 요소에 모두 포함시킨다. 이런 요소 중 최소 2개는 반드시 "보통의 혹은 더 큰 지장(moderate or greater impairment)"을 갖는다.
AMPD에는 불안(anxiousness), 철수(withdrawal), 실락(anhedonia), 친밀감 회피(intimacy avoidance) 네 가지가 병리적 특질로 나열되어 있다. 특질마다 그것이 회피성 성격장애에서 어떻게 나타나는지에 대한 설명이 붙어 있다. 이 중 불안이 반드시 포함된 3가지 이상이 나타나야 회피성 성격장애로 진단된다. AMPD는 하나의 특질이 다른 특질과 함께 발생하는 경우는 상당히 다양하지만 이런 특질은 포함될 수 있다고 언급한다.
또한 환자는 반드시 기준 C에서 G를 만족시켜야 하는데, 이는 환자가 보이는 특질과 증상은 청소년기 혹은 아동기 초기에 발생하여 시간이 지나도 안정적이고 바뀌지 않아야 하며 여러 상황에서도 보이고 다른 정신 장애에 의해 일어나서도 안되며, 약물이나 질병으로 발생해서도 안 되며, 개인의 발달 단계와 문화 및 종교에 비췄을 때 비정상적이어야 한다는 것이다.

### 차등 진단
회피성 성격장애가 사회불안장애와 구분되는 것인가에 관한 논쟁이 있다. 양자 모두 진단 기준이 있으며, 비슷한 인과 관계, 주관적 경험, 과정, 치료, 수줍음과 같은 기반적 성격 특성을 공통으로 갖는다. 사회불안장애와 달리, 회피성 성격장애 진단 역시 성격장애의 일반적 기준이 충족되어야 한다.
이러한 것들은 단순히 같은 질병의 다른 개념화에 불과하며, 회피성 성격장애는 심각한 형태를 의미한다는 것에 대하여 논쟁이 벌어졌다. 특히 회피성 성격장애를 가진 사람들은 보다 심각한 사회공포증 증상을 경험할 뿐 아니라, 일반적 사회공포증만을 가진
사람들에 비하여 보다 우울하고 기능상의 지장이 있다. 그러나 이들은 즉흥 연설에서 사회적 스킬이나 행동에 차이를 보이지 않는다. 다른 차이는 사회공포증은 '사회적 상황에 대한 공포(fear of social circumstances)'인 반면, 회피성 성격장애는 '친밀감에 대한 혐오(aversion to intimacy)'라고 할 수 있다.
DSM-5에 의하면, 회피성 성격장애는 의존성 성격장애, 편집성 성격장애, 분열성 성격장애,  분열형 성격장애 등 유사 성격장애와는 구분되어야 한다. 그러나 이들 역시 함께 발생할 수 있다. 특히 회피성 성격장애와 의존성 성격장애가 그럴 가능성이 높다. 따라서 만약 하나 이상의 성격장애 기준이 충족되면 모든 성격장애가 진단될 수 있다. 또한 회피성 성격장애와 분열성 성격장애 특질이 중첩되며, 회피성 성격장애는 조현병 스펙트럼(schizophrenia spectrum)과의 관계도 있을 수 있다. 또한 회피성 성격장애는 자폐 스펙트럼 장애(autism spectrum disorder)와도 구별되어야 한다.

## 특징
회피성 인격장애를 겪고 있는 사람들은 다른 사람과의 대인관계를 원하면서도 그것이 두렵고 관계를 유지하는 데 어려움을 겪는 특징이 있다. 이들은 주로 겁이 많고 걱정이 많다. 행동이 서투르며 긴장되어 있다. 사회공포증과 비슷한 특성을 나타내기도 해서 두 가지 모두로 진단하기도 한다. 사회적 상황에서의 공포와 대인관계 불안정성이 후기 아동기 또는 초기 청소년기부터 나타났다면 사회공포증보다 회피성 인격장애에 더 알맞다. Widiger(1995)에 따르면 회피성 인격장애를 겪는 사람은 자신이 매력이 없으며 열등하다고 느끼는 경우가 많다고 한다. 사회공포증을 겪는 사람은 사회적인 상황이 아닌 경우엔 자신에게 자부심을 느끼는 경우도 있는 반면, 회피성 인격장애의 경우는 그런 사고가 잘 일어나지 않고 많은 상황에서 열등감을 느낀다.
자신의 감정을 드러내는 것과 남들 앞에 나서는 것을 극도로 꺼린다. 사회공포증과 달리 가까운 상대에게도 감정을 드러내는 걸 꺼린다. 편의점 직원, 식당 종업원 등 일회성으로 만나는 사람에게도 자신이 어떻게 보일지 지나치게 신경쓰기도 한다.

## 다른 인격장애들과의 차이
회피성 성격장애를 겪는 사람은 부정적 평가에 대한 공포감이 있기 때문에 사회적, 직업적 측면에서 타인들과 접촉을 피하려고 하는 경향을 보인다. 의존성 인격장애 또는 자기애성 인격장애가 있는 경우도 타인으로부터의 비판을 받아들이기 힘들어하는 경향을 보이는데, 이 둘과의 차이점은 예를 들면 자기애성 인격장애의 경우 비판에 대해 거부하고 자신의 결점을 부인하는 쪽으로 반응하는 반면, 회피성 인격장애는 비판을 쉽게 인정하고 자신이 멍청하다거나 가치없다고 생각하는 식으로 반응한다. 또한 분열성 성격장애는 타인이 자신을 어떻게 바라볼지에 대해 걱정하는 경향이 없는 반면, 회피성 인격장애는 이런 걱정이 많은 차이점이 있다.
두 인격장애 모두 내향성이고 대인 관계가 어렵다는 특징이 있으나, 분열성 인격장애를 겪는 사람은 차갑고 긍정적인 정서의 정도가 낮은 반면에, 회피성 인격장애를 겪는 사람에게서는 따뜻함과 긍정적인 정서가 어느 정도 나타난다. 타인과 관계를 맺을 때 이런 특징이 억제되어 있지만 조금씩 드러나는 것이 회피성 인격장애의 특징이다.

## 치료
치료법은 사회 스킬 훈련(social skills training), 심리치료(psychotherapy), 인지 치료(cognitive therapy), 사회적 접촉을 점진적으로 늘리는 노출 요법(exposure treatment), 사회적 스킬을 훈련하는 집단 치료(group therapy) 때로는 약물치료 등 다양한 기법을 사용할 수 있다.
환자는 치료사 불신이나 거절 공포가 생기면 치료 세션을 회피하기 시작하므로 환자의 신뢰를 얻고 유지하는 것이 치료의 핵심이다. 개인 치료와 사회 스킬 집단 훈련 모두 주요 목적은 회피성 성격장애 환자가 자신에 대한 과장된 부정적인 신념들을 정면으로 도전하기 시작하는 것이다.
치료의 도움과 개인의 노력으로, 여러 성격장애 증상들의 유의미한 차도는 가능하다.

## 예후
하나의 성격장애를 갖고 있는 것은 보통 만성으로 나타나며 장기적 심리 증상들이 보인다. 회피성 성격장애는 치료 없이는 시간이 지나도 향상되지 않는다. 연구가 부족하다는 점, 그리고 발병률과 사회적 비용과 최신 연구 성과에 비췄을 때, 회피성 성격장애는 그동안 무시된 성격장애로 취급되어 왔다고 볼 수 있다.

## 역학
2001-2002년 국립 알코올 및 관련 증상 역학 조사(the 2001–02 National Epidemiologic Survey on Alcohol and Related Conditions) 데이터에는 미국 인구의 2.36%가 발병하였다고 나타나 있다. 남녀 모두에게서 같은 빈도로 발생하는 것으로 보인다. 한 연구에서 정신과 외래 환자 중 14.7%가 회피성 성격장애로 왔다고 본다.

## 역사
1900년대 초기 몇몇 자료에서 회피성 성격이 기록되어 있지만, 한때는 그렇게 명명되지 않았다. 스위스 정신과의사 오이겐 블로일러(Eugen Bleuler)는 1911년 저서 Dementia Praecox: Or the Group of Schizophrenias에서 회피성 성격장애 징후를 보이는 환자를 설명하였다. 한때 회피성 패턴과 분열성 패턴은 자주 혼용되거나 동의어로 언급되었으나, 에른스트 크레치머(Ernst Kretschmer)의 1921년 연구에서 처음 다소 결된 설명을 제공하면서 이 둘을 구분하였다.

## 사례
대학교 3학년 학생인 P군은 사람을 만나는 일이 두렵고 힘들다. 특히 낯선 사람을 만나거나 여러 사람 앞에서 무언가를 해야 하는 상황에서는 너무 불안하게 느껴져서 가능하면 이런 상황을 회피하고 있다. 어떤 강의를 수강했다가도 교수가 발표를 시키거나 조별활동을 해야 한다고 하면 그 과목을 취소한다. 학과의 지도교수를 만나야 하는 일이 있지만 왠지 지도교수가 무섭게 느껴지고 야단을 칠 것 같은 느낌 때문에 지도교수를 찾아가지 못한다. 학교 캠퍼스에서도 여러 사람이 앉아 있는 앞을 지나가는 일이 두려워 먼 길을 돌아다닌다. 버스나 전철을 탈 때도 사람들이 자신을 쳐다보며 무언가 흉을 볼 것 같아 긴장하게 된다. P군은 미팅에 대한 호기심이 있지만 처음 만난 낯선 이성과 만나서 대화를 이어나가지 못하고 어색해 할 것을 생각하면 끔찍하여 대학 3학년이 되도록 미팅 한번 하지 못했다. 현재 P군은 고등학교 동창이나 익숙한 학과 친구 한두 명 외에는 만나는 사람이 없다.

## 같이 보기
- 경험적 회피
- 분열성 인격장애
- 은둔형 외톨이
- 회피 대처

## 참고 문헌
- Steven K. Huprich (2006). 《성격장애 로샤평가》. 학지사. ISBN 9788963302669.